# Mezipásmový turnaj v šachu
Mezipásmové turnaje v šachu byly turnaje pořádané Mezinárodní šachovou federací, jednalo se o druhý stupeň v boji o titul mistra světa. Byly pořádané pro muže od roku 1948 a pro ženy od roku 1971, do roku 1993.
Celý cyklus se skládal z následujících částí (v současné době je aplikován jiný systém):
1. Pásmový turnaj
2. Mezipásmový turnaj
3. Turnaj kandidátů v šachu resp. Zápas kandidátů
4. Zápas o titul mistra světa v šachu

Právo účasti v mezipásmovém turnaji měli hráči, kteří se umístili nejlépe v pásmových turnajích mistrovství světa. Nejlepší hráči z mezipásmových turnajů následně postupovali do turnaje kandidátů (v letech 1965-1983 přesnější označení zápasy kandidátů). V zásadě bylo naplánováno, že cyklus bude trvat tři roky. V prvním roce členské státy FIDE uskutečnily národní mistrovství. Vítězové by se kvalifikovali do pásmového turnaje, kdy svět byl rozdělen dle zón. Velké země jako Rusko a USA měly své vlastní zóny. Menší země byly rozděleny do skupin s více členy. Například, všichni hráči Jižní a Střední Ameriky patřili do jedné zóny. V prvních letech nebyly zóny pro Afriku, protože na africkém kontinentu nebyl žádný stát členem FIDE. V mezipásmovém turnaji hrávalo většinou 24 účastníků. Vítězové mezipásmových turnajů se připojili k hráči, který prohrál v minulém cyklu v zápasu o titul mistra světa, přesná pravidla účastníků vždy stanovovala FIDE.
Od roku 1948 do roku 1993 se cyklus opakoval každé tři roky. Původně byl hrán pouze jeden mezipásmový turnaj. V roce 1972 se systém ukázal jako příliš nemotorný. Příčinou byl vzrůstající počet kvalitních hráčů a zvyšovaly se náklady na pořádání turnaje. Rovněž se připojovaly nové země, obzvláště v Asii (Čína, Indie, Indonésie, Filipíny), kde rovněž začali vyrůstat špičkoví velmistři. Rovněž Afrika požadovala dvě zóny. Bylo zcela nepraktické a nemožné dát všechny špičkové hráče do jednoho turnaje se systémem každý s každým. V roce 1973 se tak systém pořádání změnil na dva mezipásmové turnaje a od roku 1982 na tři. Další růst počtu hráčů vedl k tomu, že mezipásmové turnaje byly pořádány švýcarským systémem hry a to v letech 1990 a 1993.
Posledním mezipásmovým turnajem FIDE byl turnaj v Bielu roku 1993, kdy vyhrál Boris Gelfand.